# 谷川創平
谷川 創平（たにかわ そうへい、1962年 - ）は、日本の撮影監督。埼玉県出身。埼玉県立朝霞高等学校、日本大学芸術学部　映画学科卒業。血液型O型。趣味は音楽鑑賞、映画鑑賞。

## 人物
元々は埼玉県在住であったが小学校四年の時に父親の転勤で一時期九州に転居。その後再び埼玉（上福岡市）に戻る。ロックが盛んな街だったこともあり、中学生のころからロックボーカリストとしてミュージシャンを目指し活動を開始。高校時代には手弁当で子供ばんどのローディを経験。しかし、高校2、3年の頃になると自身の才能に限界を感じミュージシャンの道を諦める。当時、たまたまリバイバル上映していた『ウッドストック/愛と平和と音楽の三日間』を観て、「キャメラマンになればロックコンサートに行ける」と、単純な発想からカメラマンを目指すことになった。
日大芸術学部映画学科に入学して撮影の基礎を学び、卒業後、まずは勉強と経験をかねてドキュメンタリー制作会社に就職し映像制作の世界に飛び込む。当時は16mmフィルムで仕事をこなしていたが、やがて35mmの世界へのステップアップをめざし約5年で会社を退職しフリーランスに。友人の紹介で撮影監督岡崎宏三の元で3rdとして『流転の海』などの撮影に参加するなど約一年間活動する。1991年には五社英雄監督作品『陽炎』の撮影に参加。これ以降、撮影部として様々な作品に関わり映画業界にのめり込む。
40歳の時には岡崎宏三の推薦で、文化庁が実施している「新進芸術家海外研修制度」に応募し、一年間のロンドン留学を経験。この時の経験が後の作品制作に影響を与えていると本人が語っている。
2021年に東京藝術大学大学院 映像研究科 映画専攻 撮影照明領域教授に就任した。

## 作品

### 撮影監督作品
- ルーズ・ソックス（1997年）　今関あきよし監督作品
- Star Light（2001年）　金澤克次監督作品
- 恐怖学園（2001年）　山口誠監督作品
- ピーナッツ（2006年）　内村光良監督作品
- 紀子の食卓（2006年）　園子温監督作品
- 気球クラブ、その後（2006年）　園子温監督作品
- 転々（2007年）　三木聡監督作品
- カンフーくん（2008年）　小田一生監督作品
- その日のまえに（2008年）　大林宣彦監督作品
- 愛のむきだし（2009年）　園子温監督作品
- すべては海になる（2010年）　山田あかね監督作品
- オカンの嫁入り（2010年）　呉美保監督作品
- 極道めし（2011年）　前田哲監督作品
- 恋の罪（2011年）　園子温監督作品
- ヒミズ（2012年）　園子温監督作品
- ファイナル・ジャッジメント（2012年）　浜本正機監督作品
- みんな!エスパーだよ!(TV)（2013年）　園子温監督作品作品
- 魔女の宅急便（2014年） 清水崇監督作品
- 日々ロック（2014年） 入江悠監督作品
- 月光（2016年） 小澤雅人監督作品
- 新宿スワンII（2017年）　園子温監督作品
- 空と海のあいだ（2017年） 南柱根監督作品
- JKニンジャガールズ（2017年） 佐藤源太監督作品
- 星くず兄弟の新たな伝説（2018年） 手塚眞監督作品
- 累-かさね-（2018年） 佐藤祐市監督作品
- 翔んで埼玉（2019年） 武内英樹監督作品
- シグナル100（2020年） 竹葉リサ監督作品
- プリズナーズ・オブ・ゴーストランド Prisoners of the Ghostland（2021年）　園子温監督作品
- 劇場版 ルパンの娘（2021年）　武内英樹監督作品
- 夏空ダンス（2023年）　内村光良監督作品

### 撮影チーフ作品
- 踊る大捜査線 THE MOVIE（1998年）　本広克行監督作品
- どら平太（2000年）　市川崑監督作品
- 新選組（2000年）　市川崑監督作品
- ゴジラ×メガギラス G消滅作戦（2000年）　手塚昌明監督作品
- かあちゃん（2001年）　市川崑監督作品
- なごり雪（2002年）　大林宣彦監督作品　※Bカメ
- 踊る大捜査線 THE MOVIE 2 レインボーブリッジを封鎖せよ!（2003年）　本広克行監督作品
- 犬神家の一族（2006年）　市川崑監督作品

## その他
- 子供ばんどのローディーとして活動していたのがきっかけで、彼らのアルバム『WE LOVE 子供ばんど』に収録されている“踊ろじゃないか”という楽曲にコーラスとして参加している。また、アルバムジャケットに名前がクレジットがされている。
- 大学の同級生には映画監督の手塚真、脚本家の長谷川圭一、ミュージックビデオ監督の板屋宏幸等がいる。1983年には手塚真が監督した短編映画『はまぐり』(伊武雅刀主演の16mm作品)で撮影監督を務めた。
- 大学入学と同時に殺陣同志会へ入部し結局4年間在籍。尚、過去には真田広之も所属していた。